# Arturia (éponge)
Pour l’article homonyme, voir Arturia.
Genre
Synonymes
- Arthuria Klautau, Azevedo, Cóndor-Luján, Rapp, Collins & Russo, 2013[1]

Arturia est un genre d'éponge calcaire de la famille des Clathrinidae. L'espèce type est Arthuria hirsuta.

## Description
Calcinea dans lequel le cormus constitue un corps typique clathroïde. Une tige peut être présente. Le squelette contient habituellement (equiangular et equiradiate) des triactines et tétractines équiangulaires et à rayons réguliers. Cependant, les tétractines sont plus rares. Des diactines sont parfois présentes. Le système aquifère adopte une forme asconoïde.

## Liste d'espèces
Selon World Register of Marine Species (4 février 2017) :
- Arturia adusta (Wörheide & Hooper, 1999)
- Arturia africana (Klautau & Valentine, 2003)
- Arturia alcatraziensis (Lanna, Rossi, Cavalcanti, Hajdu & Klautau, 2007)
- Arturia canariensis (Miklucho-Maclay, 1868)
- Arturia compacta (Schuffner, 1877)
- Arturia darwinii (Haeckel, 1870)
- Arturia dubia (Dendy, 1891)
- Arturia hirsuta (Klautau & Valentine, 2003)
- Arturia spirallata Azevedo, Cóndor-Luján, Willenz, Hajdu, Hooker & Klautau, 2015
- Arturia sueziana (Klautau & Valentine, 2003)
- Arturia tenuipilosa (Dendy, 1905)
- Arturia trindadensis Azevedo, Padua, Moraes, Rossi, Muricy & Klautau, 2017
- Arturia tubuloreticulosa Van Soest & De Voogd, 2015
- Arturia vansoesti Cóndor-Luján, Louzada, Hajdu & Klautau, 2018

## Étymologie
Le genre Arturia a été choisi en l'honneur de Arthur Dendy (1825-1925), zoologiste britannique et éminent chercheur d'éponges calcaires.

## Publication originale
- (en) Fernanda Azevedo, André Padua, Fernando Moraes, André Rossi, Guilherme Muricy et Michelle Klautau, « Taxonomy and phylogeny of calcareous sponges (Porifera: Calcarea: Calcinea) from Brazilian mid-shelf and oceanic islands », Zootaxa, Magnolia Press (d), vol. 4311, no 3,‎ 24 août 2017, p. 301–344 (ISSN 1175-5334 et 1175-5326, OCLC 49030618, DOI 10.11646/ZOOTAXA.4311.3.1).